# Женска фудбалска репрезентација Совјетског Савеза
Женска фудбалска репрезентација Совјетског Савеза (рус. Женская сборная СССР по футболу) је национални фудбалски тим који представља Русију на међународним такмичењима и под контролом је Фудбалског савеза Совјетског Савеза (рус. Федерация футбола СССР), владајућег тела за фудбал у Совјетском Савезу.
биланс
41 игра
8 победа
9 извлачења
24 пораза
Након писма објављеног 1972. у часопису Здоровие у којем се жали на турнир за жене у фудбалу који се одржава у Дњепропетровску, Нина Граевскаја, шефица Савеза спортске медицине СССР-а, одговорила је да је одржавање таквих такмичења нецелисходно, тврдећи да играње фудбала представља опасност за женско тело због величине срца, костију и карлице и степена покретљивости кичме и зглобова. Месец дана касније Државни комитет за физичку културу и спорт забранио је женски фудбал, заједно са женским боксом и рвањем.

## Историја
Совјетски тим је прву утакмицу одиграо 26. марта 1990. против Бугарске у Казанлаку. А. Безменова, Татјана Верезубова и Ирина Гнутова су оствариле победу резултатом 4 : 1. Две недеље касније одиграли су свој први меч на совјетском тлу, нерешено 0 : 0 против Женска фудбалска репрезентација Норвешке у Севастопољу. Совјетска женска репрезентација није учествовала у квалификацијама за УЕФА женско првенство у фудбалу 1991. године, већ је играла пријатељске утакмице.
СССР је примљен на УЕФА женско првенство 1993. године, што би означило његов први наступ на званичном женском фудбалском турниру. Совјетска репрезентација је своју једину званичну утакмицу одиграла 6. октобра 1991. године, победивши Мађарску резултатом 2 : 1. Они би свој финални меч одиграли само месец дана пре следеће квалификационе утакмице, завршавајући своје кратко постојање са билансом од 9 победа, 9 ремија и 21 пораза. Друга квалификациона утакмица одиграна је маја 1992. након распада Фудбалског савеза СССР-а, а дебитантска женска репрезентација Русије представљала је нову Руску Федерацију.